# العلاقات النمساوية الميكرونيسية
العلاقات النمساوية الميكرونيسية هي العلاقات الثنائية التي تجمع بين النمسا وولايات ميكرونيسيا المتحدة.

## مقارنة بين البلدين
هذه مقارنة عامة ومرجعية للدولتين:
| وجه المقارنة                                              | النمسا                                                    | ولايات ميكرونيسيا المتحدة |
| --------------------------------------------------------- | --------------------------------------------------------- | ------------------------- |
| المساحة (كم2)                                             | 83.86 ألف                                                 | 702                       |
| عدد السكان (نسمة)                                         | 8.81 مليون                                                | 105.54 ألف                |
| الكثافة السكانية (ن./كم²)                                 | 105.06                                                    | 15.03 ألف                 |
| العاصمة                                                   | فيينا                                                     | باليكير                   |
| اللغة الرسمية                                             | اللغة الألمانية، لغة الإشارة النمساوية ‏                   | لغة إنجليزية              |
| العملة                                                    | يورو، شلن نمساوي، رايخ مارك، شلن نمساوي                   | دولار أمريكي              |
| الناتج المحلي الإجمالي (بليون دولار)                      | 416.60 مليار                                              | 336.43 مليون              |
| الناتج المحلي الإجمالي (تعادل القوة الشرائية) بليون دولار | 426.99 مليار                                              | 365.27 مليون              |
| الناتج المحلي الإجمالي الاسمي للفرد دولار أمريكي          | 43.77 ألف                                                 | 3.02 ألف                  |
| الناتج المحلي الإجمالي للفرد دولار أمريكي                 | 47.68 ألف                                                 |                           |
| مؤشر التنمية البشرية                                      | 0.885                                                     | 0.640                     |
| رمز المكالمات الدولي                                      | +43                                                       | +691                      |
| رمز الإنترنت                                              | .at                                                       | .fm                       |
| المنطقة الزمنية                                           | توقيت وسط أوروبا، ت ع م+01:00، ت ع م+02:00، أوروبا/فيينا ‏ |                           |

## منظمات دولية مشتركة
يشترك البلدان في عضوية مجموعة من المنظمات الدولية، منها:
| علم المنظمة | اسم المنظمة                               | تاريخ انضمام النمسا | تاريخ انضمام ولايات ميكرونيسيا المتحدة |
| ----------- | ----------------------------------------- | ------------------- | -------------------------------------- |
|             | بنك التنمية الآسيوي                       | 1966                | 1990                                   |
|             | مؤسسة التنمية الدولية                     | 28 يونيو 1961       | 24 يونيو 1993                          |
|             | يونسكو                                    | 13 أغسطس 1948       | 19 أكتوبر 1999                         |
|             | وكالة ضمان الاستثمار متعدد الأطراف        | 16 ديسمبر 1997      | 11 أغسطس 1993                          |
|             | الأمم المتحدة                             | 14 ديسمبر 1955      | 17 سبتمبر 1991                         |
|             | البنك الدولي للإنشاء والتعمير             | 27 أغسطس 1948       | 24 يونيو 1993                          |
|             | الاتحاد الدولي للاتصالات                  | 1866                | 18 مارس 1993                           |
|             | منظمة حظر الأسلحة الكيميائية              | ?                   | ?                                      |
|             | مؤسسة التمويل الدولية                     | 28 سبتمبر 1956      | 24 يونيو 1993                          |
|             | المركز الدولي لتسوية المنازعات الاستشارية | 24 يونيو 1971       | 24 يوليو 1993                          |

## وصلات خارجية
- موقع وزارة الخارجية النمساوية